# Bankgeschäft
Bankgeschäfte sind im Bankwesen Deutschlands die in § 1 Abs. 1 Kreditwesengesetz (KWG) abschließend aufgezählten Geschäftsarten, zu denen insbesondere Wertpapiergeschäfte, Kreditgeschäfte und Einlagengeschäfte gehören. Alle Bankgeschäfte werden im Rahmen einer Legaldefinition inhaltlich und vom Umfang her im KWG vorgegeben. Unternehmen, die Bankgeschäfte in Deutschland betreiben wollen, benötigen nach § 32 KWG eine Erlaubnis der Bankenaufsichtsbehörde, der Bundesanstalt für Finanzdienstleistungsaufsicht (kurz: BaFin).
Die Bankgeschäfte sind Teil der Finanzdienstleistungen nach § 1 Abs. 2 KWG, zu denen u. a. die Anlageberatung und Anlagevermittlung gehören.

## Allgemeines
Um den Geschäftszweck eines Kreditinstituts oder eines Finanzdienstleistungsinstituts zu definieren, hat sich das deutsche Bankenaufsichtsrecht dazu entschieden, einzelne banktypische Produktgruppen von Finanzprodukten im Rahmen einer abschließenden Aufzählung in § 1 Abs. 1 bzw. Abs. 1a KWG aufzunehmen. Bankgeschäfte gelten damit juristisch als ein bestimmter Rechtsbegriff. Wegen der abschließenden Aufzählung gibt der Gesetzgeber durch eine enumerative Aufzählung deutlich zu erkennen, dass er eine Ausdehnung des Anwendungsbereichs auf ähnliche, nicht genannte Fälle nicht zulässt (lateinisch „enumeratio ergo limitatio“). Dadurch hat die Aufzählung Ausschlusswirkung für alle nicht von der Regelung erfassten Tatbestände und kann nicht durch Auslegung erweitert werden. Dies bringt den beteiligten Kreisen Rechtssicherheit, denn entweder gehört ein bestimmtes Geschäft zu den Bankgeschäften oder nicht.
Gehört es dazu, dann entfaltet dies Rechtsfolgen. Einer behördlichen Erlaubnis durch die BaFin bedarf nach § 32 Abs. 1 Satz 1 KWG, wer Bankgeschäfte gewerbsmäßig oder in einem Umfang, der einen in kaufmännischer Weise eingerichteten Geschäftsbetrieb erfordert, im Inland betreiben will. Nach dem Wortlaut und der Systematik der Regelung genügt das Betreiben eines der Bankgeschäfte. Für das gewerbsmäßige Betreiben des Bankgeschäfts genügt, dass es auf Gewinnerzielung ausgerichtet und auf gewisse Dauer angelegt ist. Zum Betreiben eines Bankgeschäfts gehört nicht allein der Abschluss und die Abwicklung der in Satz 2 der KWG-Regelung aufgezählten Rechtsgeschäfte, sondern bereits die wesentlichen zum Vertragsschluss hinführenden Schritte. Das Gericht stellte klar, dass das Betreiben eines Bankgeschäfts nicht nur rechtsgeschäftliches Handeln umfasst.
Der Begriff des Betreibens ist dem allgemeinen Gewerberecht entlehnt. Dort erstreckt er sich über das rechtsgeschäftliche Handeln hinaus auch auf sonstige unternehmerisch-werbende Tätigkeiten, um eine effiziente Gewerbeaufsicht zu gewährleisten. Entsprechend fordert der Regelungszweck des § 32 Abs. 1 Satz 1 KWG dem BVerwG zufolge eine Auslegung des Betreibensbegriffs, die alle für die Vorbereitung und das Zustandekommen des konkreten Bankgeschäfts wesentlichen Schritte erfasst. Dazu setzt der Erlaubnisvorbehalt nicht erst beim Abschluss einzelner Rechtsgeschäfte an, sondern erfasst die gesamte Geschäftstätigkeit einschließlich der Vorbereitung des konkreten Vertragsabschlusses. Damit beinhaltet die Vorschrift ein präventives Verbot mit Erlaubnisvorbehalt, das bereits bei Vorbereitungshandlungen zu Bankgeschäften ansetzt.
Die strenge Regelung bezweckt die Erhaltung der Funktionsfähigkeit und der Integrität des deutschen Kredit- und Finanzmarkts, wodurch auch die Kunden geschützt werden (Gläubigerschutz). Dieser Gläubigerschutz erstreckt sich über die Liquiditätssicherung und den in § 6 Abs. 2 KWG genannten Anlegerschutz hinaus auch auf die volkswirtschaftlich wichtige Funktion der Kreditgewährung. Das Betreiben von Bankgeschäften ist somit eng mit der Erteilung einer Banklizenz verknüpft, wodurch auch eine permanente Aufsicht über das Kreditwesen ermöglicht wird.

## Arten

### Übersicht
Die in § 1 Abs. 1 KWG abschließend aufgeführten Bankgeschäfte lassen sich wie folgt systematisieren:
| Bankgeschäft              | Produktgruppe | Rechtsgrundlage       |
| ------------------------- | --- | --------------------- |
| Einlagengeschäft          | Sichteinlage, befristete Einlagen, Spareinlagen | § 1 Abs. 1 Nr. 1 KWG  |
| Pfandbriefgeschäft        | Emission gedeckter Schuldverschreibungen | § 1 Abs. 1 PfandBG    |
| Kreditgeschäft            | Gewährung von Krediten durch Geldleihe | § 1 Abs. 1 Nr. 2 KW   |
| Finanzkommissionsgeschäft | Anschaffung und Veräußerung von Finanzinstrumenten im eigenen Namen für fremde Rechnung                                                                                       | § 1 Abs. 1 Nr. 4 KWG  |
| Depotgeschäft             | Verwahrung und Verwaltung von Wertpapieren für andere | § 1 Abs. 1 Nr. 5 KWG  |
| Zentralverwahrer          | Tätigkeit als zentrale Verwahrstelle | § 1 Abs. 1 Nr. 6 KWG  |
| Garantiegeschäft          | Übernahme von Bürgschaften, Garantien und sonstigen Gewährleistungen für andere (Kreditleihe)                                                                                 | § 1 Abs. 1 Nr. 8 KWG  |
| Emissionsgeschäft         | Übernahme von Finanzinstrumenten für eigenes Risiko zur Platzierung oder die Übernahme gleichwertiger Garantien                                                               | § 1 Abs. 1 Nr. 10 KWG |
| zentrale Gegenpartei      | Finanzintermediär, der als Vertragspartner zwischen Verkäufer und Käufer von Finanzinstrumenten oder Finanzprodukten tritt und als Vertragspartner für jeden der beiden dient | § 1 Abs. 1 Nr. 12 KWG |

Einige Bankgeschäfte sind zwar im KWG noch erwähnt (Diskontgeschäft oder Inkasso von Wechseln und Schecks und die Ausgabe von Reiseschecks), haben aber in der Praxis keine Bedeutung mehr (Schecks, Wechsel) oder sind abgeschafft (Reiseschecks). Der Zahlungsverkehr ist hierin seit 2009 nicht mehr als Bankgeschäft erwähnt (§ 1 Abs. 1 Satz 2 Nr. 9 KWG a. F.), sondern wird seitdem im Zahlungsdiensteaufsichtsgesetz (ZAG) gesondert geregelt. Hiernach dürfen Kreditinstitute Zahlungsdienste – auch als E-Geld – übernehmen (§ 1 ZAG).

### Einzelheiten
Einlagengeschäft
Das Einlagengeschäft ist die Annahme fremder Gelder als Einlagen oder anderer rückzahlbarer Gelder des Publikums, sofern der Rückzahlungsanspruch nicht in Inhaber- oder Orderschuldverschreibungen verbrieft wird, ohne Rücksicht darauf, ob Zinsen vergütet werden (z. B. Sparguthaben, Sichteinlagen, befristete Einlagen oder Sparbriefe).
Kreditgeschäft
Kreditgeschäfte sind sämtliche mit einem Kreditrisiko verbundenen Geschäfte.
- Gelddarlehen/Akzeptkredite:

Hierunter fallen alle Kreditarten der Hauptgruppen Geldleihe und Kreditleihe (siehe auch Darlehen, Kreditvertrag, Kreditgeber).
Garantiegeschäft
Garantiegeschäft ist die Übernahme von Bürgschaften, Garantien und sonstigen Gewährleistungen für andere.
Diskontgeschäft
Das Diskontgeschäft war der Ankauf von Wechseln und Schecks, seit Dezember 1998 wird es von Kreditinstituten nicht mehr betrieben.
Wertpapiergeschäft
- Finanzkommissionsgeschäft

Finanzkommissionsgeschäft ist die Anschaffung und die Veräußerung von Finanzinstrumenten (z. B. Aktien oder Anleihen) im eigenen Namen für fremde Rechnung.
- Depotgeschäft

Das Wertpapierdepotgeschäft ist die Verwahrung und die Verwaltung von Wertpapieren für andere.
- Investmentgeschäft

Das Investmentgeschäft kann als Bankgeschäft auch durch Universalbanken betrieben werden (§ 1 Abs. 1, 1a, 4 und 5 KWG), aber auch als Investmentgeschäft von hierauf spezialisierten Kapitalverwaltungsgesellschaften gemäß § 1 Abs. 19 Nr. 24 KAGB. Diese Kapitalverwaltungsgesellschaften und die das Investmentgeschäft betreibenden Kreditinstitute werden umgangssprachlich als Investmentbanken zusammengefasst. Die kollektive Vermögensverwaltung umfasst nach § 1 KAGB die Portfolioverwaltung, das Risikomanagement, administrative Tätigkeiten, den Vertrieb von eigenen Investmentanteilen sowie bei AIF-Tätigkeiten (Alternative Investmentfonds; AIF) im Zusammenhang mit den Vermögensgegenständen des AIF. Daneben dürfen sie insbesondere die Finanzportfolioverwaltung und die Anlageberatung bei Finanzinstrumenten (§ 1 Abs. 11 KWG) erbringen sowie das Wertpapierdepotgeschäft betreiben.

Die durch Kapitalverwaltungsgesellschaften betriebenen Investmentgeschäfte sind die in § 20 KAGB abschließend aufgezählten Geschäfte. Die Hauptaufgaben im Investmentgeschäft bestehen aus der Anlageberatung, der Annahme von Wertpapierorders, deren Weitergabe an die Börse und dem Führen von Wertpapierdepots. Kapitalverwaltungsgesellschaften gelten als Spezialbanken, weil sie wesentliche Bankgeschäfte nicht betreiben dürfen.
Emissionsgeschäft
Emissionsgeschäft ist die Übernahme von Finanzinstrumenten auf eigenes Risiko zur Platzierung (Underwriting) von Emissionen der Emittenten oder die Übernahme gleichwertiger Garantien (siehe Konsortialgeschäft) oder als Kommissionär. Der Emittent zahlt an die vermittelnden Institute eine Bonifikation.
Zahlungsverkehrsgeschäft (bis 2009)
Bis 2009 waren auch Zahlungsverkehrsgeschäfte Bankgeschäfte im Sinne des § 1 Abs. 1 Satz 2 Nr. 9 KWG. Mit Inkrafttreten des Zahlungsdiensteaufsichtsgesetzes (ZAG) wurden Zahlungsverkehrsgeschäfte (oft auch Girogeschäfte genannt) jedoch aus dem Katalog der erlaubnispflichtigen Bankgeschäfte des KWG herausgenommen und unterliegen nun als sogenannte Zahlungsdienste dem ZAG. Das Zahlungsverkehrsgeschäft besteht aus:
- Girogeschäft

Girogeschäft ist die Durchführung des bargeldlosen Zahlungsverkehrs.

- E-Geld-Geschäft

E-Geld-Geschäft ist die Ausgabe und die Verwaltung von elektronischem Geld (z. B. Geldkarten, Kreditkarten) nach § 1 Abs. 2 Satz 2 ZAG.

### Bankgeschäfte unter Zeitaspekten
Betrachtet man Bankgeschäfte unter Zeitaspekten, so lassen sich vier Arten unterscheiden. Das Verpflichtungsgeschäft wird jeweils heute geschlossen.
Kassageschäft
Beide Erfüllungsgeschäfte sind spätestens zwei Bankarbeitstage nach Geschäftsabschluss vorzunehmen.
einfaches Kreditgeschäft
Der Kreditgeber erfüllt durch Auszahlung sofort, der Kreditnehmer zu einem zukünftigen Zeitpunkt (bei Fälligkeit) durch Tilgung.
Termingeschäft
Beide Erfüllungsgeschäfte geschehen am selben Tag – dem Fälligkeitstag – in der Zukunft.
Terminkreditgeschäft oder Kreditanlagegeschäft
Die Erfüllungsgeschäfte erfolgen an unterschiedlichen Bankarbeitstagen in der Zukunft.

## Bankbetriebslehre
In der Bankbetriebslehre werden die Bankgeschäfte noch Produktgruppen eingeteilt:
| Kategorie                 | Produktgruppe                            | Bankgeschäfte | Preis |
| ------------------------- | ---------------------------------------- | --- | --- |
| Zinsgeschäft              | Aktivgeschäft Passivgeschäft             | Kreditgeschäfte: Geldleihe: Anschaffungskredit, Bau- und Immobilienfinanzierung, Dispositionskredit, Konsumkredit, Lombardkredit Unternehmensfinanzierung: Investitionskredit, Kontokorrentkredit Corporate Finance: Emissionsgeschäft, Konsortialkredite Kommunalkredite Kreditleihe: Avalkredite, Akkreditive Einlagengeschäft: Sichteinlagen, befristete Einlagen, Spareinlagen, Spar(kassen)briefe | Kreditzinsen, Sollzinsen, Überziehungszinsen Habenzinsen                                                                           |
| Finanzkommissionsgeschäft | Effektengeschäft                         | Wertpapierdepotgeschäft, Wertpapierhandel, Wertpapierorders | Provisionen |
| Indifferenzgeschäft       | Zahlungsverkehr Beratung Inkassogeschäft | bargeldloser Zahlungsverkehr: Inlandszahlungsverkehr, Auslandszahlungsverkehr Barauszahlungen, Bareinzahlungen Verwahrungsgeschäft: Bankschließfach Anlageberatung Dokumenteninkasso | Bankgebühren: Bearbeitungsgebühren, Buchungspostengebühren, Depotgebühren, Kontoführungsgebühren Beratungsgebühren Inkassogebühren |

Das Zinsgeschäft setzt sich aus dem Passivgeschäft (Bankguthaben jeder Art) und dem Aktivgeschäft (Kreditgeschäft) zusammen. Im Passivgeschäft erhält der Kunde einen Habenzins auf seine Geldanlagen, der niedriger ist als der Kreditzins, den Kreditinstituten bei Kapitalnachfrage auf dem Kapitalmarkt bezahlen müssten. Im Hinblick darauf wird der Bankenmarkt mit Bankkunden als Primärmarkt, der Kapitalmarkt als Sekundärmarkt bezeichnet. Im Aktivgeschäft zahlt der Kreditnehmer einen Kreditzins auf seine Kreditschuld, der höher ist als der Zins, den die Bank bei Kreditvergabe am Kapitalmarkt erhalten würde. Die Banken erhalten am Kapitalmarkt im Regelfall günstigere Zinskonditionen, weil sie die betragsmäßig höheren Geschäfte abschließen und weil sie eine gute bis sehr gute Bonität nachweisen können.
Das Finanzkommissionsgeschäft umfasst den gesamten Wertpapierhandel und wird zuweilen auch zum Indifferenzgeschäft gerechnet. Zu Letzterem gehört der Zahlungsverkehr; er kann zwar durch das Zinsgeschäft oder das Finanzkommissionsgeschäft ausgelöst werden, doch hauptsächlich dient er der Zahlung zwischen Zahlungspflichtigem und Zahlungsempfänger.

## International
Das österreichische Bankwesengesetz (BWG) vom Jänner 1994 bestimmt wie das deutsche KWG zum Kreditinstitut, wer berechtigt ist, Bankgeschäfte zu betreiben (§ 1 BWG). Es zählt nachfolgend 20 Bankgeschäfte auf, deren gewerbliches Betreiben automatisch einer Konzession der Finanzmarktaufsichtsbehörde FMA gemäß § 4 Abs. 1 BWG bedarf. Das Schweizer Bankengesetz (BankG) vom November 1934 kennt die unwiderlegbare Vermutung, wonach jemand, der Bankgeschäfte betreibt, automatisch ein Kreditinstitut ist, nicht. Es zählt vielmehr in Art. 1 BankG die dem Gesetz unterstehenden Banken, Privatbankiers (Einzelfirmen, Kollektiv- und Kommanditgesellschaften) und Sparkassen auf, die gemäß Art. 3 BankG einer Bewilligung der Aufsichtsbehörde FINMA bedürfen.